# 1996年のスペインツーリングカー選手権
1996年のスペインツーリングカー選手権（1996ねんのスペインツーリングカーせんしゅけん）は、8大会全16戦で行われたシーズン。タイトルはジョルディ・ジェネが獲得。2位には、BMWのペドロ・チャベス。3位には、日産・プリメーラのルイス・ペレス＝サラが入った。

## エントリーリスト
| チーム                             | 使用車両                   | 車番 | ドライバー                       | ラウンド           |
| ---------------------------------- | -------------------------- | ---- | -------------------------------- | ------------------ |
| オペル・チーム・スペイン           | オペル・ベクトラ           | 1    | ルイス・ビジャミル               | 全戦               |
| オペル・チーム・スペイン           | オペル・ベクトラ           | 2    | ニ・アモリム                     | 1-5                |
| オペル・チーム・スペイン           | オペル・ベクトラ           | 2    | ロベルト・コルチアゴ             | 6-8                |
| ティオマーティン・モータースポーツ | BMW・318I                  | 3    | ペドロ・チャベス                 | 1－6大会           |
| ティオマーティン・モータースポーツ | BMW・320i                  | 3    | ペドロ・チャベス                 | 7－8大会           |
| アウディ・スペイン                 | アウディ・A4               | 4    | ジョルディ・ジェネ               | 全戦               |
| アウディ・スペイン                 | アウディ・A4               | 44   | ジョアン・ビニエス               | 全戦               |
| チーム・ガローズブロンド           | オペル・ベクトラ           | 5    | ミゲル・エンジェル・デ・カストロ | 第1大会のみ        |
| チーム・ガローズブロンド           | オペル・ベクトラ           | 6    | パブロ・デビロッタ               | 第1大会のみ        |
| メイコム                           | アルファロメオ・155        | 7    | アントニオ・アルバセテ           | 1－3大会，6－8大会 |
| メイコム                           | アルファロメオ・155        | 7    | リカルド・ガルシア・ガリアーノ   | 第7大会のみ        |
| ホセ・ルイス・ティエリ             | アルファロメオ・155        | 8    | イニアル・ゴイフル               | 1-3、5-6、8        |
| ホセ・ルイス・ティエリ             | アルファロメオ・155        | 8    | アルベルト・ルイス・ティエリー   | 7                  |
| ザビエル・リエラ                   | BMW 318iS                  | 9    | ザビエル・リエラ                 | 全戦               |
| Procar Explotaciones               | BMW 318iS                  | 10   | ジョン・アンドレスク             | 第3-8大会          |
| チーム・エキュリー・ブリュッセル   | フォルクスワーゲン・ゴルフ | 11   | バナード・ウィンデリック         | 第1－2大会         |
| チーム・エキュリー・ブリュッセル   | BMW・318is                 | 22   | ロバート・デレック               | 1大会のみ          |
| ペドロパス                         | セアト・トレド             | 12   | デビッド・ボッシュ               | 1－7大会           |
| ペドロパス                         | BMW・318is                 | 12   | デビッド・ボッシュ               | ８大会のみ         |
| シエン・モコルス                   | オペル・ベクトラ           | 14   | ダニー・モッツィ                 | 第2大会のみ        |
| ダニー・モッツィ                   | オペル・ベクトラ           | 14   | ダニー・モッツィ                 | 第5大会のみ        |
| ダニー・モッツィ                   | オペル・ベクトラ           | 14   | バルバ・ゴンザレス・カミノ       | 第7大会のみ        |
| チーム・レプソル・ニッサン         | 日産・プリメーラ           | 23   | ルイス・ペレス＝サラ             | 全戦               |
| チーム・レプソル・ニッサン         | 日産・プリメーラ           | 33   | エリック・ヴァン・デ・ポール     | 全戦               |

## エントリーリスト(ゲスト)
|                                    | 使用車両             | 車番 | ドライバー                       | ラウンド    |
| ---------------------------------- | -------------------- | ---- | -------------------------------- | ----------- |
| チーム・レプソル・ニッサン         | 日産・プリメーラ     | 100  | イヴァン・カペリ                 | 第7‐8大会   |
| SDA Sport                          | BMW・318             | 100  | エリック・カイロール             | 第5大会のみ |
| SDA Sport                          | オペル・ベクトラ     | 101  | モーリス・ペリュース             | 第5大会のみ |
| エスクデリアバイクスエンポルダ     | BMW 318iS            | 101  | フランチェスク・グティエレス     | 第7‐8大会   |
| エスクデリアバイクスエンポルダ     | オペルベクトラGT     | 106  | ジョセップ・バサス               | 第8大会     |
| ECモータースポーツ                 | アルファロメオ155 TS | 102  | ルカ・リッチテリ                 | 第8大会     |
| Gamace MCCompetición               | 日産・プリメーラ     | 103  | ジョアン・アルマダン             | 第8大会     |
| アウディ・レーシングチームスペイン | アウディ・À4クワトロ | 104  | タマラ・ヴィダリ                 | 第7ｰ8大会   |
| アウディ・レーシングチームスペイン | アウディ・À4         | 114  | イヴァン・ミュラー               | 第6大会のみ |
| アウディ・レーシングチームスペイン | アウディ・À4         | 144  | ラルフ・カラシェク               | 第6大会のみ |
| ウィリー・マルジャン               | BMW 318iS            | 105  | ウィリー・マルジャン             | 第7大会のみ |
| ジェモスポーツ                     | プジョー405 Mi16     | 105  | エリック・カイロール             | 第8大会     |
| チーム・パトリック・ハーバート     | BMW・318is           | 106  | パトリック・ハーバード           | 第7大会のみ |
| ジャンバッティスタ・ブシ           | オペル・ベクトラ     | 107  | ジャンバティスタ・ブージ         | 第8大会     |
| Nordauto Engineering               | アルファロメオ155 TS | 155  | ファブリツィオ・ジョヴァナルディ | 第3、5-8    |
| Nordauto Engineering               | アルファロメオ155 TS | 156  | パオロ・デール・ピアンネ         | 第3、5-8    |